# Basket Femminile Le Mura Lucca 2014-2015
Questa voce raccoglie le informazioni riguardanti il Basket Femminile Le Mura Lucca nelle competizioni ufficiali della stagione 2014-2015.

## Stagione
La stagione 2014-2015 è la quinta consecutiva che il Basket Femminile Le Mura Lucca disputa in Serie A1.

## Verdetti stagionali
Competizioni nazionali
- Serie A1:

stagione regolare: 7º posto su 13 squadre (13-11);
play-off: sconfitta nei quarti di finale da Ragusa (0-2).
- Supercoppa italiana:

gara persa il 28 settembre 2014 contro Schio (58-66).

## Rosa
|    | Naz.                            | Ruolo | Sportivo          | Anno | Alt. |  |       |
| -- | ------------------------------- | ----- | ----------------- | ---- | ---- |  | ----- |
| 5  | Italia (bandiera)               | PG    | Veronica Perini   | 1988 | 175  |  | [ 1 ] |
| 7  | Italia (bandiera)               | G     | Elisa Templari    | 1989 | 173  |  |       |
| 8  | Italia (bandiera)               | P     | Chiara Rossi      | 1988 | 170  |  | [ 2 ] |
| 9  | Italia (bandiera)               | A     | Letizia Gaeta     | 1995 | 176  |  |       |
| 10 | Stati Uniti (bandiera)          | GA    | Julie Wojta       | 1989 | 189  |  |       |
| 11 | Italia (bandiera)               | P     | Erica Reggiani    | 1994 | 174  |  |       |
| 13 | Bosnia ed Erzegovina (bandiera) | C     | Nikolina Milić    | 1994 | 191  |  |       |
| 14 | Italia (bandiera)               | G     | Martina Crippa    | 1989 | 178  |  |       |
| 15 | Italia (bandiera)               | A     | Alice Richter     | 1991 | 184  |  |       |
| 17 | Italia (bandiera)               | G     | Beatrice Benicchi | 1995 | 174  |  |       |
| 18 | Italia (bandiera)               | AC    | Marianna Masini   | 1996 | 185  |  |       |
| 18 | Italia (bandiera)               |       | Diletta Nerini    | 1996 |      |  | [ 3 ] |
| 19 | Slovenia (bandiera)             | A     | Eva Komplet       | 1985 | 182  |  |       |
| 20 | Italia (bandiera)               | C     | Elisa Ercoli      | 1995 | 192  |  |       |
| 21 | Stati Uniti (bandiera)          | AC    | Kayla Pedersen    | 1989 | 193  |  |       |

## Risultati

### Supercoppa italiana

#### Finale
| Arbitri: | Marton (Treviso) Giovannetti (Terni) Sartori (Mestre) |

|                     |          |             |
| Macchi 13           | Punti    | 14 Rossi    |
| Slišković, Macchi 8 | Rimbalzi | 19 Pedersen |